# Palazzo di San Clemente
Der Palazzo di San Clemente oder Casino Guadagni oder auch Palazzo del Pretendente ist ein historisches Gebäude in Florenz, das sich in der Ecke der Via Pier Antonio Micheli 2 mit der Via Gino Capponi 15 befindet.
Der Palazzo ist in der 1901 von der Direzione Generale delle Antichità e Belle Arti erstellten Liste als monumentales Gebäude aufgeführt, das als nationales Kulturerbe zu betrachten ist.

## Geschichte
Im 16. Jahrhundert war dies die Residenz von Don Luigi di Toledo, dem Bruder der Großherzogin Eleonora, mit einem großen Garten (heute fast ganz zerstört), mit großen Brunnen und Statuen, die laut Giorgio Vasari (in der „Vita di Jacopo Sansovino“) das Werk des Bildhauers Francesco Camilliani, eines Schülers von Baccio Bandinelli, waren. Der grandiose Brunnen, der 1574 an den Senat von Palermo verkauft wurde und sich heute auf der Piazza Pretoria befindet, wurde ebenfalls für diesen Standort geschaffen. Der Plan von Florenz von Stefano Buonsignori aus dem Jahr 1584 zeugt von dieser Anordnung.

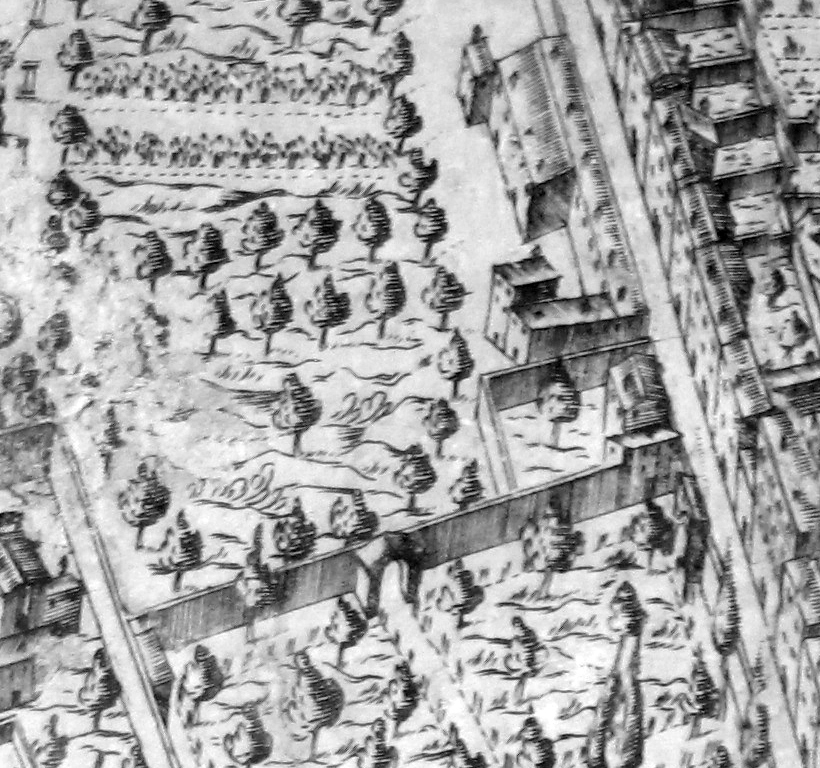
Der Palazzo auf dem Plan von Buonsignori (1594)

Der heutige Palast hingegen ist ein großartiger Komplex aus dem 17. Jahrhundert, der als Casino auf dem älteren Gebäude errichtet wurde, das mit den dazugehörigen Räumen von Felice Gamberai nach einem Entwurf von Gherardo Silvani um die Jahrhundertmitte (und ab etwa 1644) im Auftrag der Familie Guadagni radikal umgestaltet wurde, die den Besitz 1634 durch Ortensia Guadagni, verwitwete Salviati, erhalten hatte. Das Gebäude wies somit sowohl die Merkmale eines Stadtpalastes als auch die einer Vorstadtvilla auf und gehörte zu einer neuen Gebäudeart, die damals sehr in Mode war und „Casini“ genannt wurde. Ein Casino war eine Stadtvilla: Es verfügte nicht über ein Piano nobile wie die Palazzi, sondern das Familienleben spielte sich hauptsächlich im Erdgeschoss ab, in engem Kontakt mit dem Garten, der ein wesentliches Element dieser Wohnungen wurde. Silvani hat vor allem die Südseite des Gebäudes geprägt, die eine perspektivische Abfolge von Bauteilen aufweist, mit einer absolut einzigartigen, zurückgesetzten Terrasse und der Verlängerung eines Geschosses des zentralen Körpers, fast so, als ob es ein Türmchen bilden würde. Das Ganze erzeugt ein szenografisches Spiel von Vorhängen (die Lösung wird in kleinerem Maßstab auch auf der Nordseite zum Garten hin reproduziert). Auf der Westseite des Parks befindet sich noch eine große Loggia, die in jenen Jahren gebaut wurde und den Durchgang vom Gebäude zum Garten „abschirmte“.

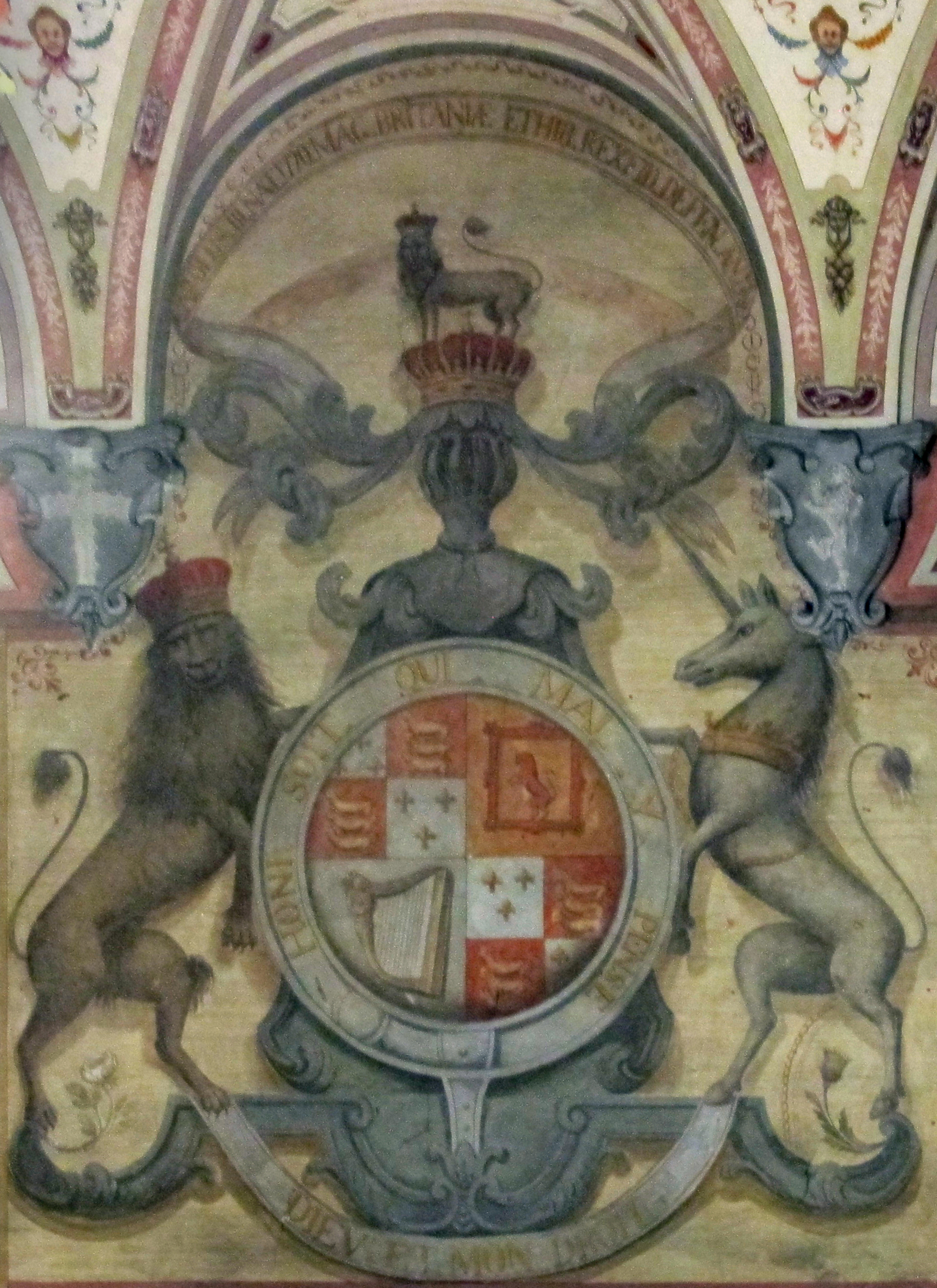
Wappen der Stuart

1777 ging das Anwesen an Prinz Charles Edward Stuart Graf von Albany, Anwärter auf den englischen Thron (daher einer der Namen des Gebäudes), und seine Gemahlin Luisa zu Stolberg, besungen und geliebt von Vittorio Alfieri, über. Nach seiner Niederlage in der Schlacht bei Culloden (1746) reiste Stuart nach Frankreich und dann nach Italien, wo er in Rom Station machte, bevor er nach Florenz kam. Hier hatte er den englischen Konsul Horace Mann als Kontrahenten, der in einem gemieteten Palazzo in der Via Santo Spirito einen intellektuellen Treffpunkt hatte.
Nach seinem Tod ging der Palazzo in den Besitz von Simone Velluti Zati, Herzog von San Clemente, über. Während dieser Zeit wurde der Palazzo gelegentlich vermietet. 1822 residierten dort vorübergehend Prinz Nikolai Demidow und später der Marquis von Normanby, ein englischer Diplomat am Hof.
Um 1865 erfuhr der Komplex im Zusammenhang mit der Realisierung der neuen Via Pier Antonio Micheli eine bedeutende Umgestaltung, die zwangsläufig eine Neugestaltung der Südseite zur Annunziata hin mit sich brachte, wie verschiedene im Archivio storico del Comune di Firenze aufbewahrte und vom Architekten Felice Francolini unterzeichnete Zeichnungen belegen.
Der Komplex wurde 1962 von der Familie Velluti Zati aus San Clemente an ein privates Unternehmen verkauft und war Gegenstand eines Projekts, das ihn in ein Luxushotel hätte umwandeln sollen, sowie eines Eingriffs in den Garten, um ihn in einen öffentlichen Parkplatz umzuwandeln, was zur Folge hatte, dass die Bäume gefällt werden sollten, was aber glücklicherweise aufgrund der Warnungen der Bürger und der darauf folgenden Intervention des Denkmalschutzbeauftragten Guido Morozzi ausgesetzt wurde.

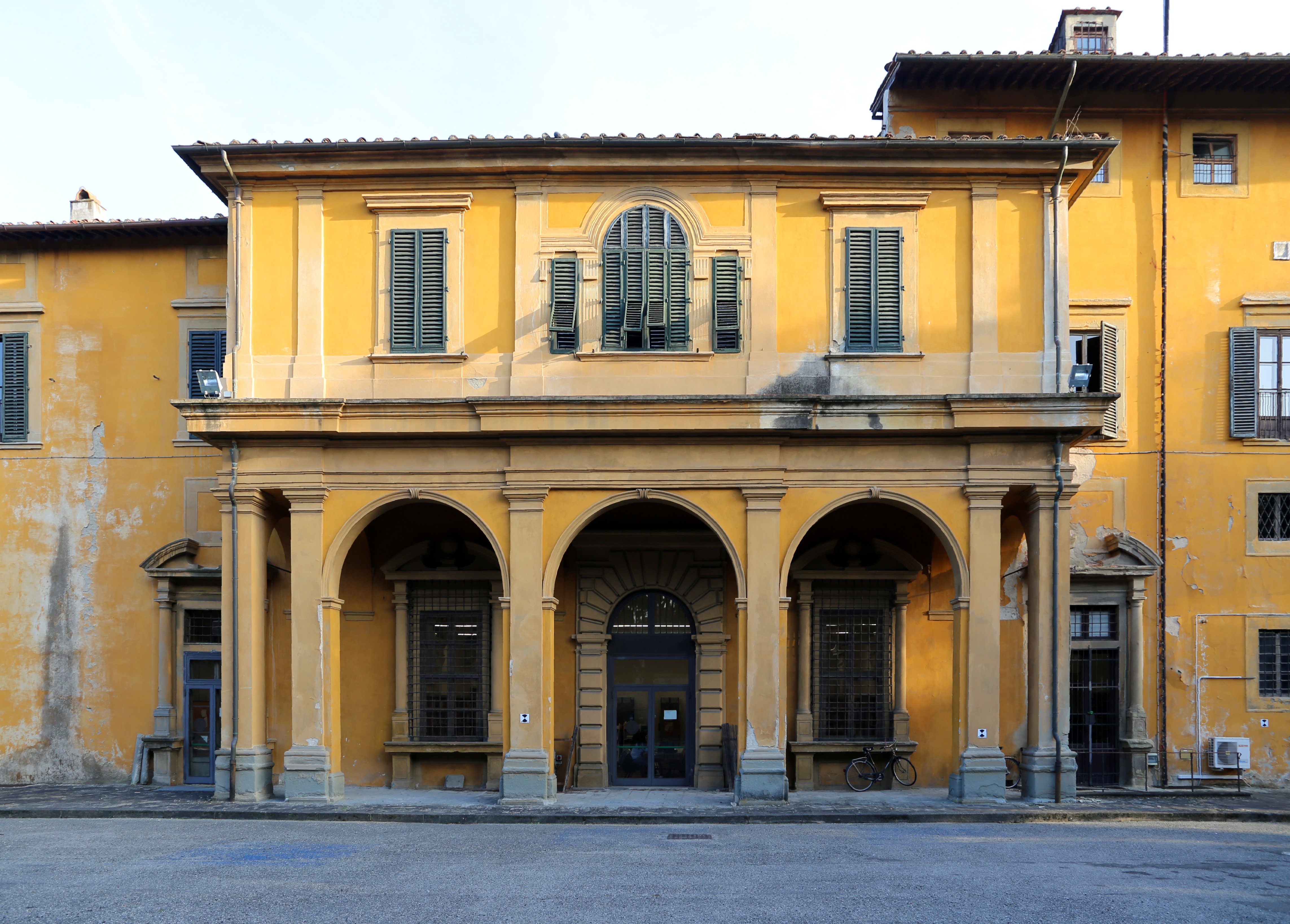
Loggia zum Garten

Mazzino Fossi fasst die wichtigsten Merkmale des Palastes und die Änderungen des zwanzigsten Jahrhunderts, die mehrmals stattfanden, wie folgt zusammen: „Die Fassade an der Via Micheli stammt aus späterer Zeit, mindestens aus dem 18. Jahrhundert. Auf der Rückseite der Via Capponi befindet sich eine majestätische Fassade mit einer üppigen Loggia, die auf einen großen Garten blickt, der von der Via Micheli und der Via Venezia begrenzt wird: Er ist voll von Pflanzen, darunter auch hohe Bäume. Im Jahr 1926 wurde die Fassade gereinigt und gestrichen; 1928 wurden die Fenster im Untergeschoss zur Via Capponi hin vergrößert; Ende 1928 wurden zwei Säle geteilt, um ein Zimmer zu schaffen; 1929 wurden drei Fenster im Zwischengeschoss hinzugefügt, die mit den bereits vorhandenen übereinstimmen (z. B. das mittlere Fenster im Raum zwischen den beiden Türen)“. Dagegen gibt es keine Aufzeichnungen über das Datum, an dem die Tür in der Via Micheli, die zugemauert war und auf dem von Gino Chierici angefertigten Foto immer noch zugemauert ist, wieder geöffnet wurde, um den ursprünglichen Eingang zu den Räumen wiederherzustellen.
Die zur Via Capponi hin gelegenen Räume (möglicherweise als Künstlerateliers gebaut) beherbergten vor dem Bau des neuen Palazzo die Ateliers der Maler Girolamo Macchietti, Gregorio Pagani und Lodovico Cardi, genannt il Cigoli.
Heute beherbergt das Gebäude die Architekturabteilung der Bibliothek der Technologischen Wissenschaften der Universität Florenz. Die mangelnde Instandhaltung wird dem Reichtum, der Geschichte und der Einzigartigkeit dieses florentinischen Palastes nicht gerecht.

## Beschreibung

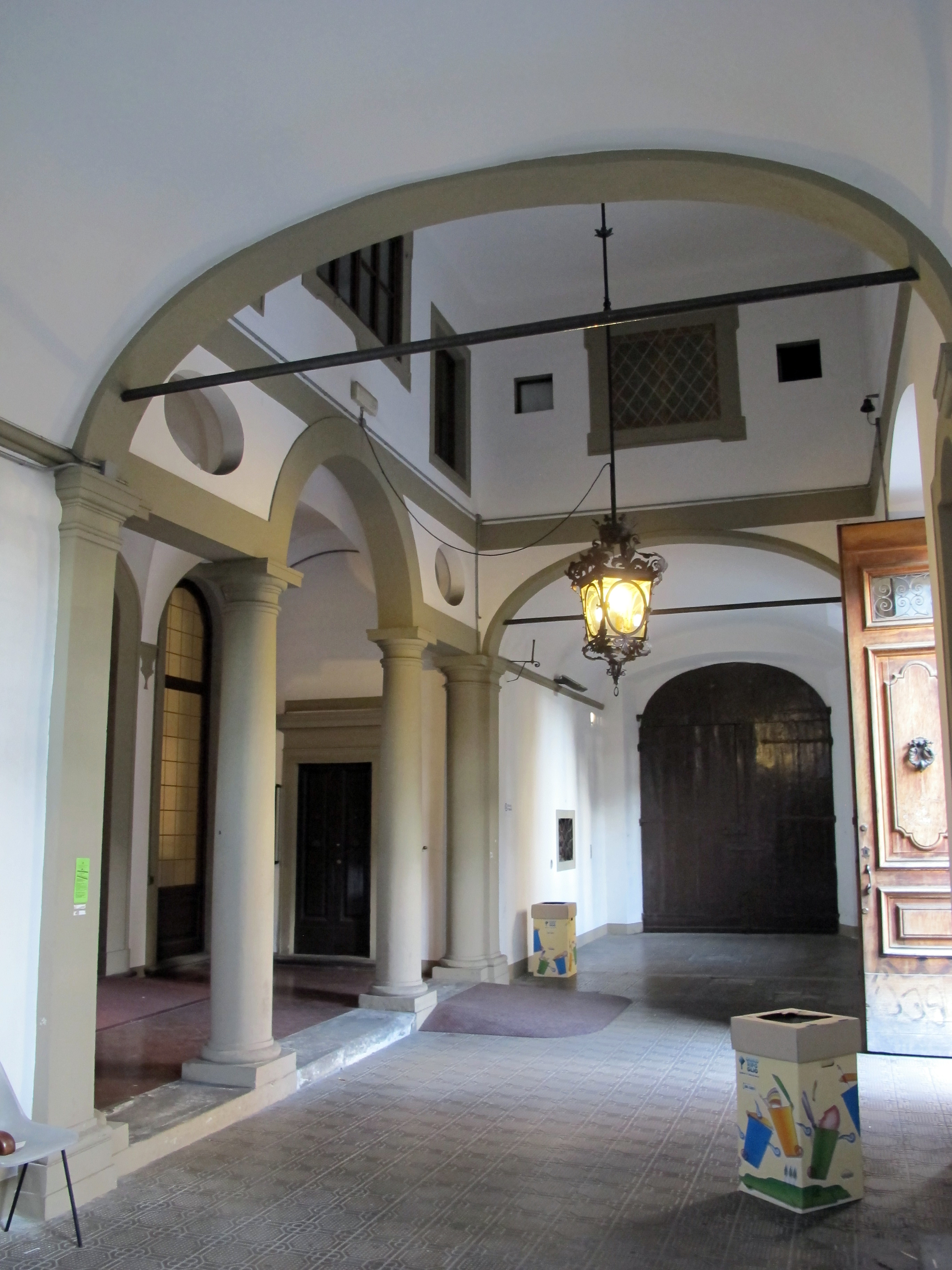
Die Kutschenremise

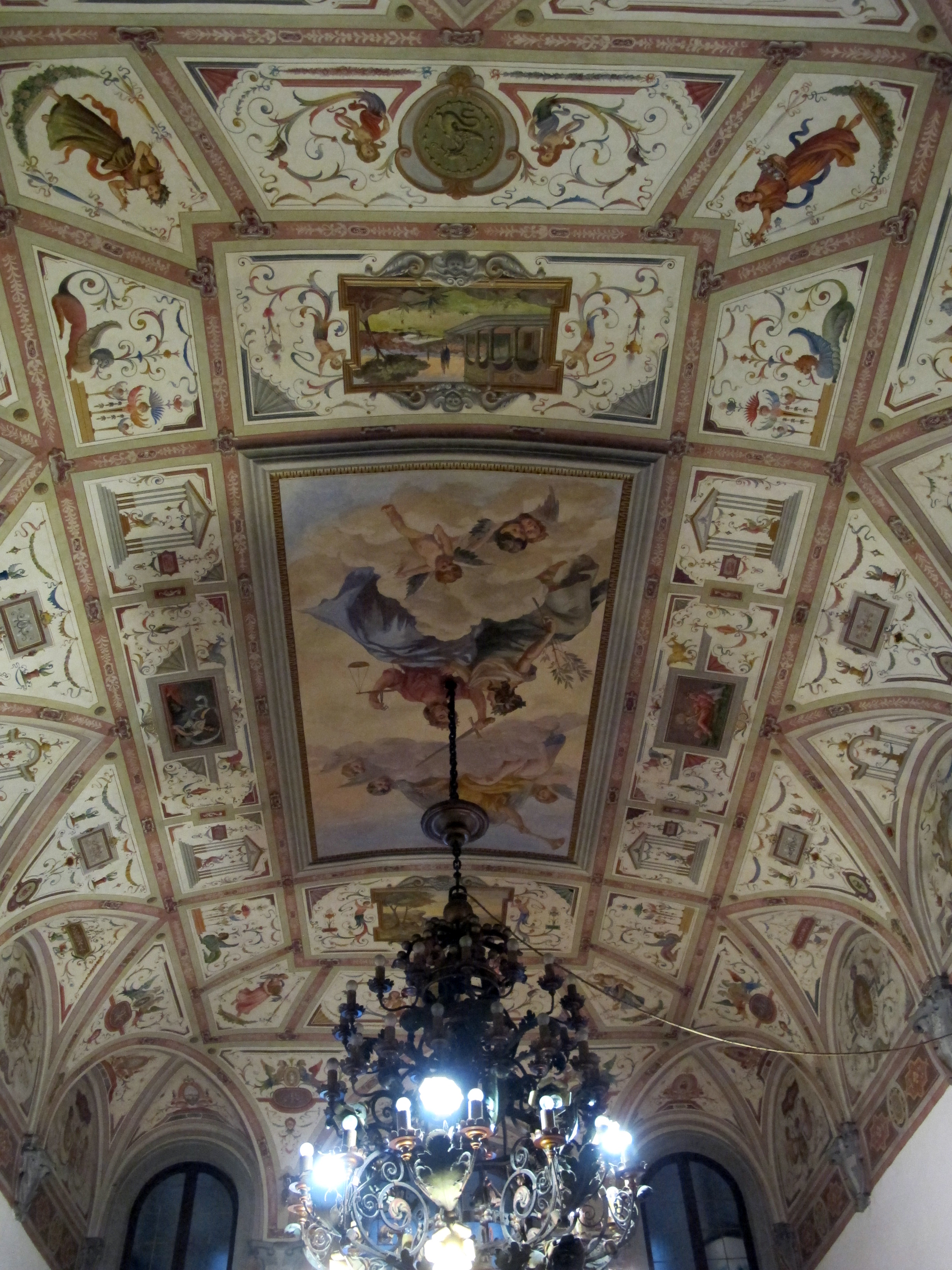
Das Atrium mit Grotesken

### Außen
Die Seite an der Via Micheli stellt heute den Haupteingang des Gebäudes dar, der früher den Kutschen vorbehalten war. Im Erdgeschoss ist das Gebäude auf die Straße ausgerichtet, im ersten Stock teilt es sich in zwei seitliche Vorbauten, die von einer Terrasse unterbrochen werden; der zentrale Baukörper erhebt sich um ein weiteres Stockwerk, wodurch ein einzigartiger Effekt von Körpern und Leerräumen entsteht.
An der Fassade weist das zentrale Portal ein Bossenwerk und ein halbrundes Tympanon auf; es wird von zwei Finestra inginocchiata mit gebrochenem Giebel flankiert, wie sie auch in der Via Gino Capponi zu finden sind. An der letztgenannten Straße, wo sich ein Portal mit einer Nebentreppe öffnet, ist das Gebäude länger, aber einfacher strukturiert und dekoriert. Die oberen Stockwerke und die Zwischengeschosse sind mit Fenstern mit Gesimsen versehen, während der Balkon eine Balustrade hat, die mit zwei gemeißelten Urnen mit Löwenköpfen verziert ist.
Zum Garten hin befindet sich die Loggia mit drei Rundbögen auf Pfeilern, über denen sich der mit Lisenen, zentrierten Fenstern und einem zentralen Venezianischen Fenster geschmückte Belvedere öffnen sollte.

### Innen
Über die Via Micheli gelangt man in ein Atrium, das zum vorübergehenden Abstellen von Kutschen diente, wie die beiden Seitentüren an beiden Enden nahelegen, die breit genug sind, dass die Wagen durchfahren und ihre Insassen vor dem Haupteingang absetzen können. In diesem Raum sieht man eine elegante Bogenfassade, die von Säulen aus Pietra Serena getragen wird und mit Oculi und gerahmten Fenstern verziert ist. Dahinter deckt ein Kreuzgewölbe einen Zwischenraum vor dem eigentlichen Eingang ab. Die Innenfenster sind so angeordnet, dass sie kleine Fresken an den Decken der kleinen Räume im Zwischengeschoss zeigen, die das Licht aus diesem Raum beziehen.
Wenn man die Schwelle mit dem dreifach gewölbten Portal überschreitet, gelangt man in einen großen Saal mit einem meisterhaft geschnitzten und vergoldeten Holzleuchter. Die Decke ist mit Grotesken aus dem 17. Jahrhundert bedeckt, die zur Zeit der Guadagni gemalt wurden. Unter den phantasievollen Figuren befinden sich zwei Landschaftsdarstellungen und eine allegorische Figur der Gerechtigkeit mit anderen Figuren und Engeln in der Mitte des Gewölbes. Das große Wappen an der Nordwand stammt vom „Prätendenten“ Stuart und zeigt in einem heraldischen Schlüssel seine Vorfahren, auf die er seine dynastischen Ansprüche stützte (man beachte die drei Panther auf blauem Feld, das Emblem Englands, die Harfe Irlands und den aufgerichteten Löwen Schottlands). Der gekrönte, aufgerichtete Löwe und das Einhorn sind auch die Embleme des königlichen Wappens des Vereinigten Königreichs und stehen für England bzw. Schottland.

#### Bibliothek
Im nächsten Raum befindet sich ein Fresko mit einer Personifizierung des Glaubens an der Decke und der Zugang zur Treppe, die ebenfalls mit monochromen Fresken und Putten in den Kuppeln der Treppenabsätze verziert ist. Sie führt in die heutige Bibliothek, die mit einem Freskenzyklus aus dem 18. bis 19. Jahrhundert von unbekannten Künstlern aus verschiedenen Epochen geschmückt ist.
Im ersten Raum, der durch die großen Fenster mit Blick auf den Garten erhellt wird, ist an der Decke das berühmteste Fresko des Palastes zu sehen: der Heilige Martin, der einem Armen seinen Mantel gibt, gemalt von Baldassarre Franceschini, genannt il Volterrano, im 17. Jh. für seinen Mäzen Vieri Guadagni. Die große Szene zeigt den Einfluss von Peter Paul Rubens mit einer wahrheitsgetreuen Perspektive von unten nach oben und einer bemerkenswerten Verwendung von Farben, die mal gedämpft und opalartig, mal rau und schillernd sind.
Der zweite Raum, der durch zwei Säulenreihen geteilt wird, hat eine schlichte weiße Stuckdekoration und prächtige Portale zu den angrenzenden Räumen und zur Außenloggia.

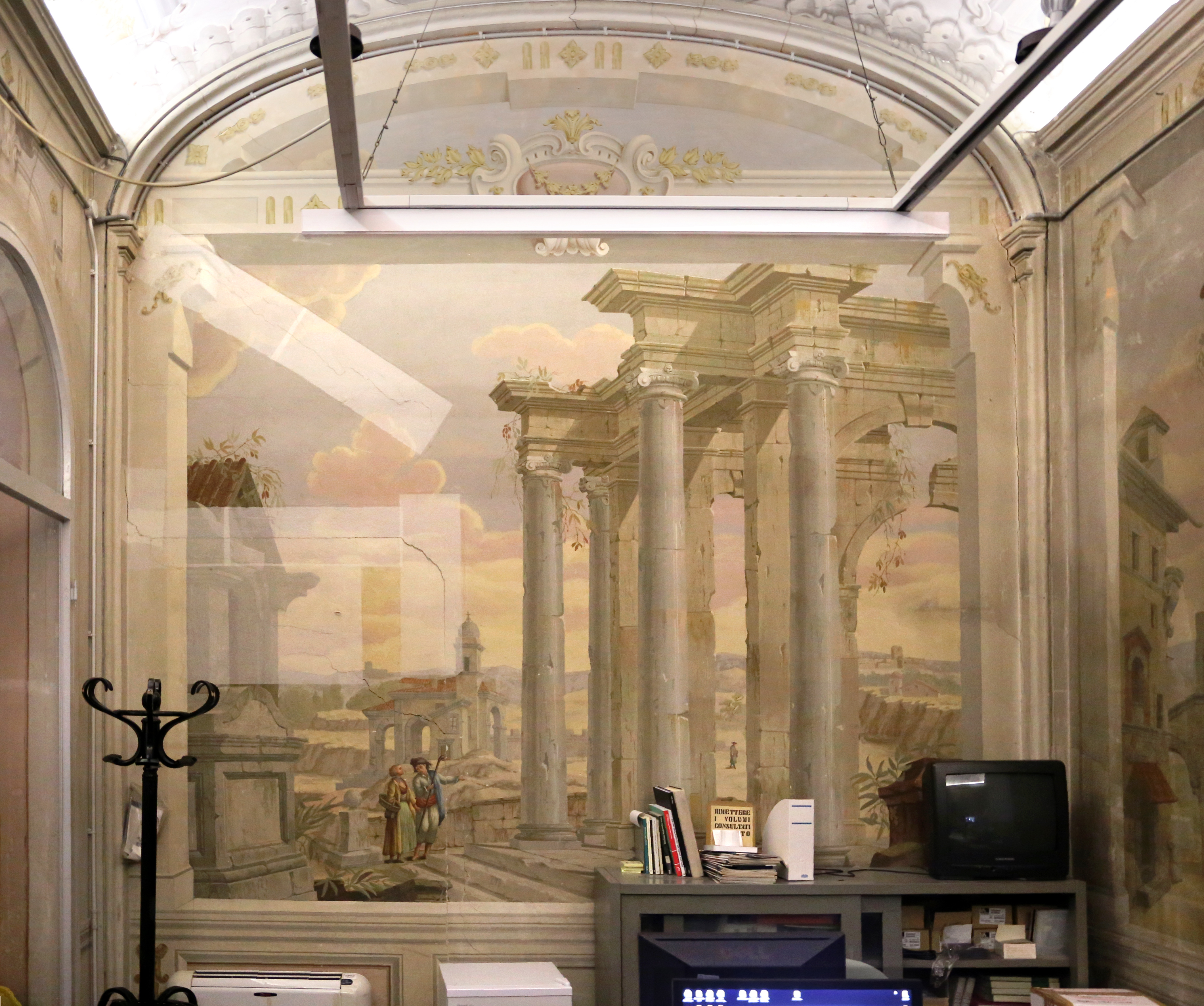
Raum der Ruinen

Mit dem dritten Raum beginnt der eigentliche Freskenzyklus, wobei die ersten Räume die jüngsten sind, die im 19. Jahrhundert mit kriegerischen und mythologischen Szenen bemalt wurden. Der dritte Raum ist von der römischen Architektur inspiriert, mit monochromen Gemälden von Luigi Ademollo, die Basreliefs und gemalte Szenen aus der römischen Geschichte wirkungsvoll wiedergeben. An der Decke halten allegorische Figuren den Lorbeerkranz als Symbol des Sieges.

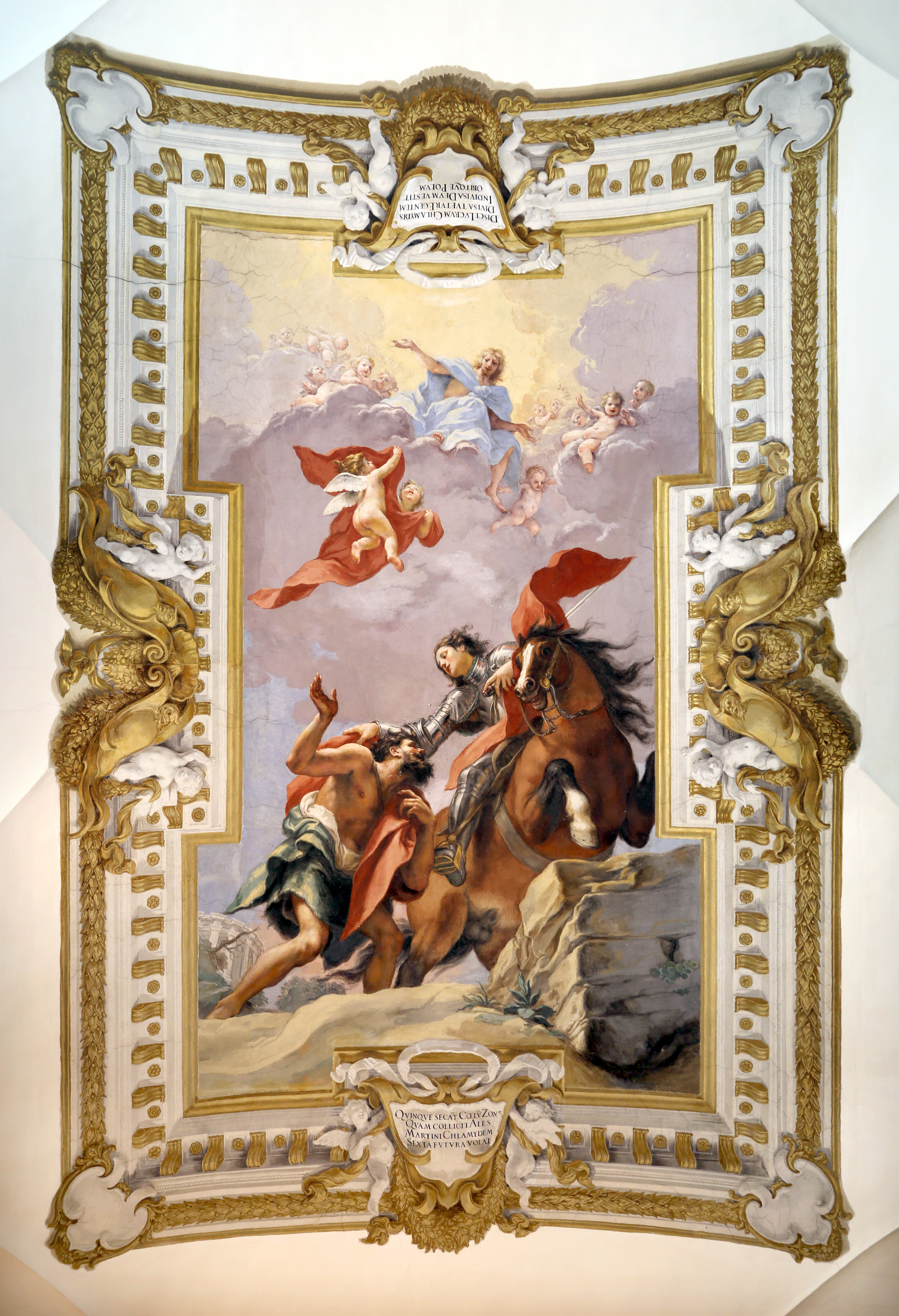
Volterrano, Der Hl. Martin gibt einem armen Mann seinen Mantel

Im vierten Raum hingegen sind Szenen aus dem Trojanischen Krieg dargestellt, auch hier umgeben von einfarbigen Fresken, die gemeißelten Marmor wiedergeben (besonders bedeutsam sind die drei Medaillons in der Mitte der Decke), während an den Wänden einfarbige Hermen mit Waffen zu sehen sind und andere verwandte Objekte des militärischen Lebens.
Ab dem fünften Raum werden die Räume kleiner und folgen in zwei horizontalen Reihen zu je drei Räumen aufeinander. Außerdem sind die Gemälde von hier älter und stammen aus dem 18. Jahrhundert. Der fünfte Raum ist daher der zentrale und wird auch Sala dei Busti genannt, wegen der bemalten Büsten, die die Wände schmücken, eingefügt in komplizierte Rahmen und Scheinarchitekturen, in denen noch militärische Symbole erscheinen. Die Decke ist mit allegorischen Figuren geschmückt.
Der Raum auf der rechten Seite, oder Raum der Ruinen, ist vielleicht einer der schönsten, auch wenn er heute stark von den Bibliotheksregalen beeinträchtigt wird, die seine Wände verbergen. Es war als eine einzige Bildfläche konzipiert, deren Ecken von einem Gewölbe abgerundet wurden, auf dem Landschaften mit im 18. Jahrhundert beliebten antiken Ruinen dargestellt wurden. Die Szenen folgen ohne Unterbrechung aufeinander und besondere perspektivische Tricks erwecken die Illusion, im Mittelpunkt einer idealen Landschaft zu stehen. Mythologische Gottheiten und Musen überblicken die Decke, als wäre sie ein echter Himmel.
Der linke Raum ist nicht zugänglich. Weiter, wo sich die Bibliotheksbüros befinden, gibt es drei weitere Räume. Die erste, auch als Sala delle Colonne bekannt, zeichnet sich durch eine feierlich bemalte Architektur aus, die auf einen viel größeren Raum anspielt, der durch eine Kolonnade unterteilt ist und deren Gebälk mit Exedren, Urnen und Bögen geschmückt ist. Auch in diesem Raum mindert das Vorhandensein der Regale die szenische Wirkung erheblich. Die Decke, die besonders dunkel ist, weil sie noch nicht restauriert wurde, enthält auch andere mythologische Figuren.
Der rechte Raum, der als Depot genutzt wird, hat eine Dekoration, in der beträchtliche Mengen Blattgold zu sehen sind. Bemalte Stuckarbeiten wurden an den Wänden mit Masken und Rahmen reproduziert. Zeit und Gloria sind unter den an die Decke gemalten Allegorien zu erkennen.
Der letzte Raum, der rechte, ist mit Gemälden bedeckt, die ebenfalls Ruinen wiedergeben, jedoch in malerische Landschaften eingefügt sind, in denen auch Figuren von Bürgern erscheinen. Auch die bemalten Türen weisen ähnliche Landschaften auf. Das starke Licht, das aus dem Garten kommt, verleiht den dargestellten Szenen eine besondere Lebendigkeit.

#### Erste Stockwerk

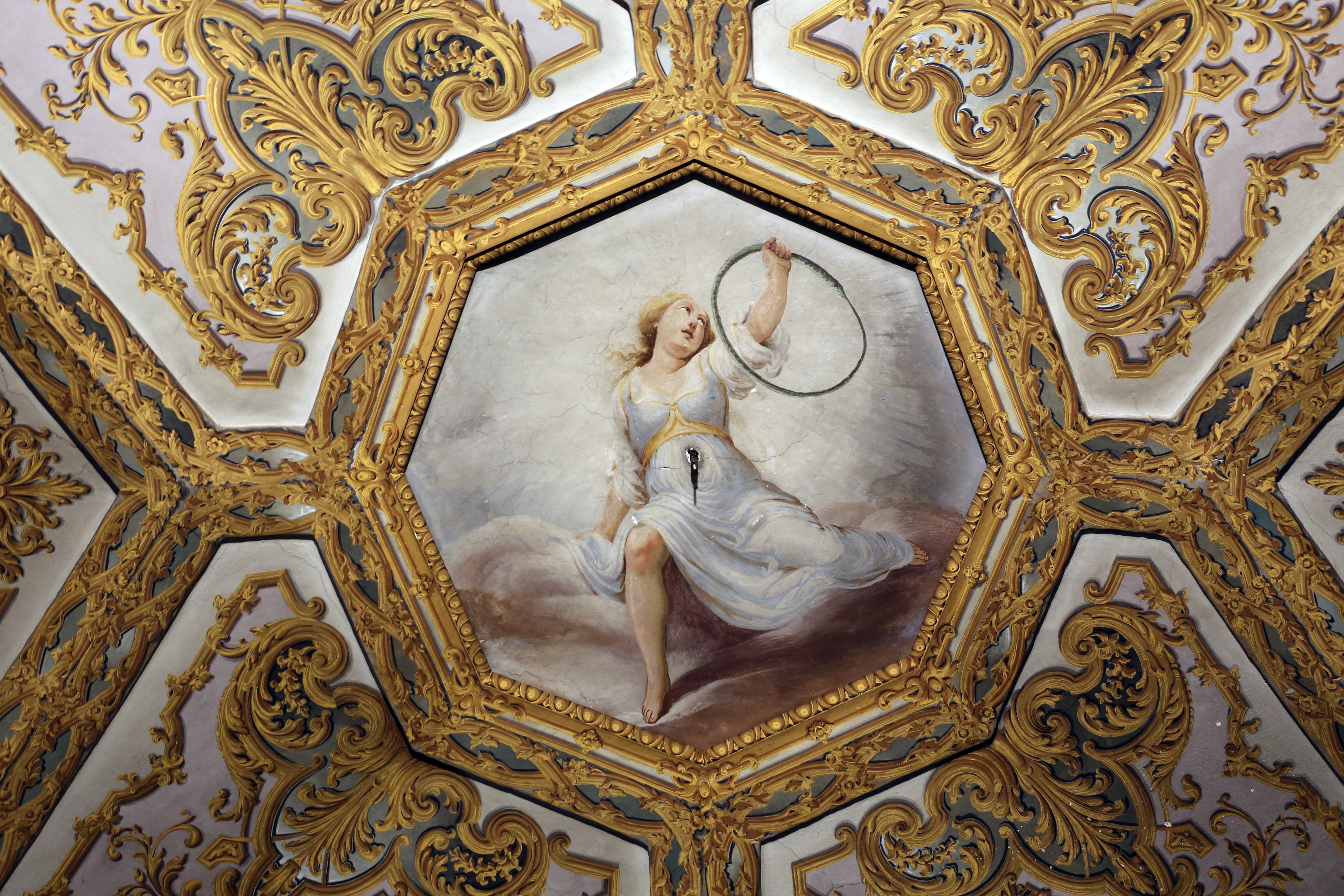
Baccio del Bianco, Die Ewigkeit

Da die Struktur des Palazzo so konzipiert wurde, dass sich die Haupträume im Erdgeschoss befinden, ist das erste Stockwerk viel nüchterner gestaltet, mit monochromen Gemälden, die neoklassische Umrandungen und Stukkaturen simulieren. Eine Ausnahme bildet die Loggia mit Blick auf die Terrasse, auf der eine Verherrlichung der Familie Guadagni mit heraldischen Symbolen zu sehen ist: Ausgehend von der Mittelwand halten Putten die Wappen der Familienmitglieder hoch, mit denen die Familien der Gemahlinnen im Laufe der Zeit verbunden wurden. Vervollständigt wird die Darstellung durch Ansichten der wichtigsten Besitztümer und Ländereien der Familie Guadagni aus der Vogelperspektive sowie durch die sie umgebenden Figuren wie Flachreliefs, Früchte, Tiere, Girlanden, Vögel und Blumen.

### Garten
In der Mitte des 16. Jahrhunderts legte Luigi di Toledo in dem Gebiet zwischen der Via Gino Capponi und der Via Lamarmora einen großen Garten an, der laut Giorgio Vasari „weder in Fiorenza noch vielleicht in Italien seinesgleichen hat“.
Dieser Garten wurde ab 1554 durch den herrlichen Pretoria-Brunnen geschmückt, der von Don Pedro di Toledo bei Francesco Camilliani, einem Schüler von Baccio Bandinelli, und Michelangelo Naccherino in Auftrag gegeben wurde. Er ist mit einem großen runden Becken auf mehreren Ebenen ausgestattet und enthält Treppen mit Balustraden, die zum zentralen, hängenden Becken führen, sowie zahlreiche lebensgroße Statuen, die von Vasari sehr gelobt wurden, der besonders von einer Personifizierung des Flusses Mugnone beeindruckt war. Der Umfang betrug 133 m und die maximale Höhe 4 m.
Der Garten war auch mit Statuen, Bänken und zwei weitläufigen Ragnaia (d. h. bewaldete Bereiche, in denen Netze gespannt wurden, um kleine Vögel gefangen zu halten) geschmückt, die von breiten Alleen begrenzt wurden.
Dem Garten war kein langes Bestehen beschieden, denn 1573 wurde der monumentale Brunnen verkauft, abgebaut und nach Palermo gebracht (wo er noch heute steht), und das Land wurde landwirtschaftlich genutzt. In den folgenden Jahrhunderten wurde er teilweise wieder errichtet, wenn auch in einem nüchterneren Stil.
Als Florenz Hauptstadt wurde (1865–1871), wurde der Garten aufgrund der neuen städtischen Struktur verkleinert. Der heutige Zustand wirkt völlig ungepflegt, sowohl was die Baumarten als auch was die Ausstattung (Statuen, Bänke, dekorative Elemente) betrifft. Die alte Rasenfläche vor der seitlichen Loggia im Erdgeschoss ist mit einer Asphaltdecke aus den 1970er Jahren versehen.

## Literatur

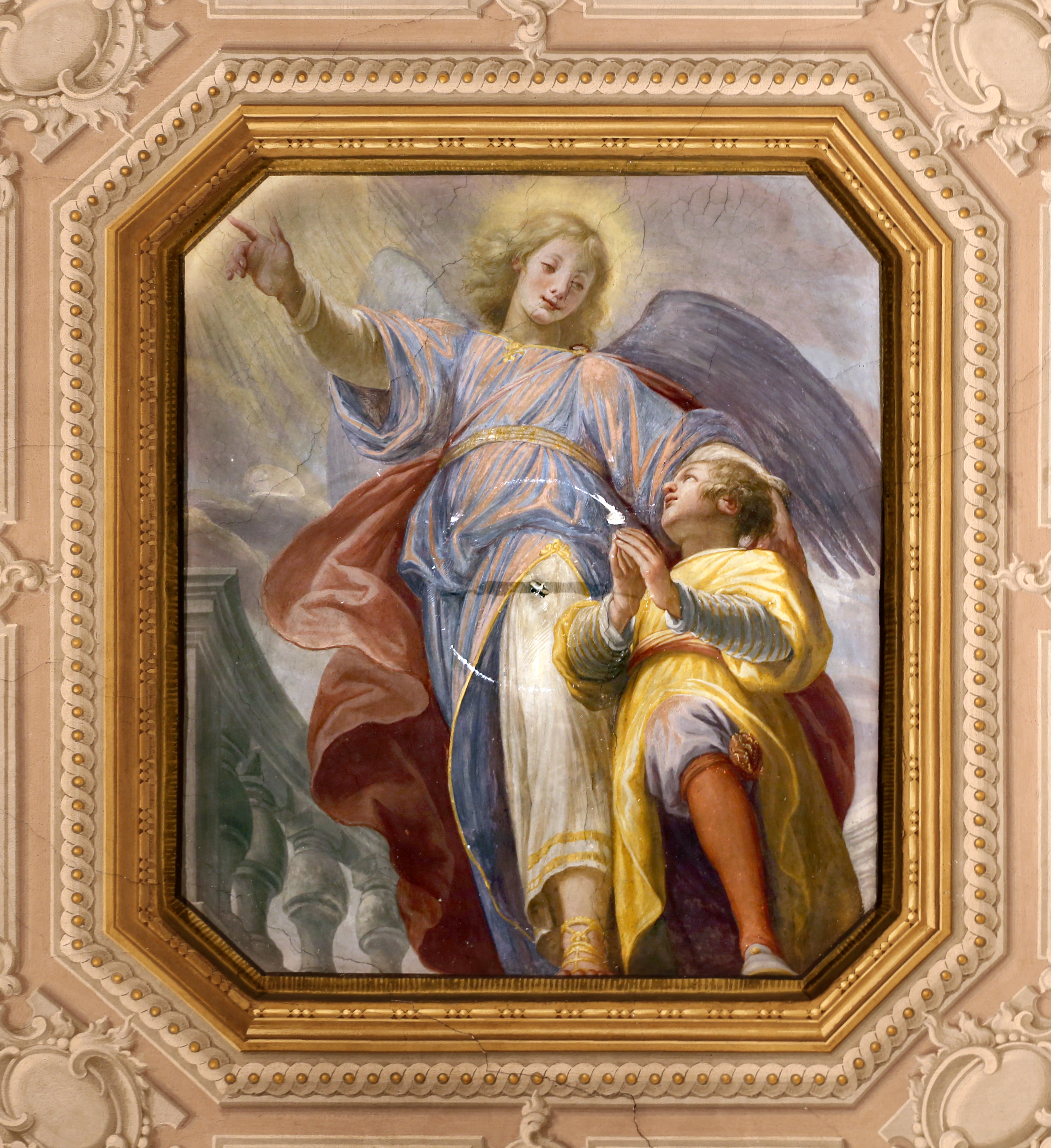
Matteo Rosselli, Schutzengel

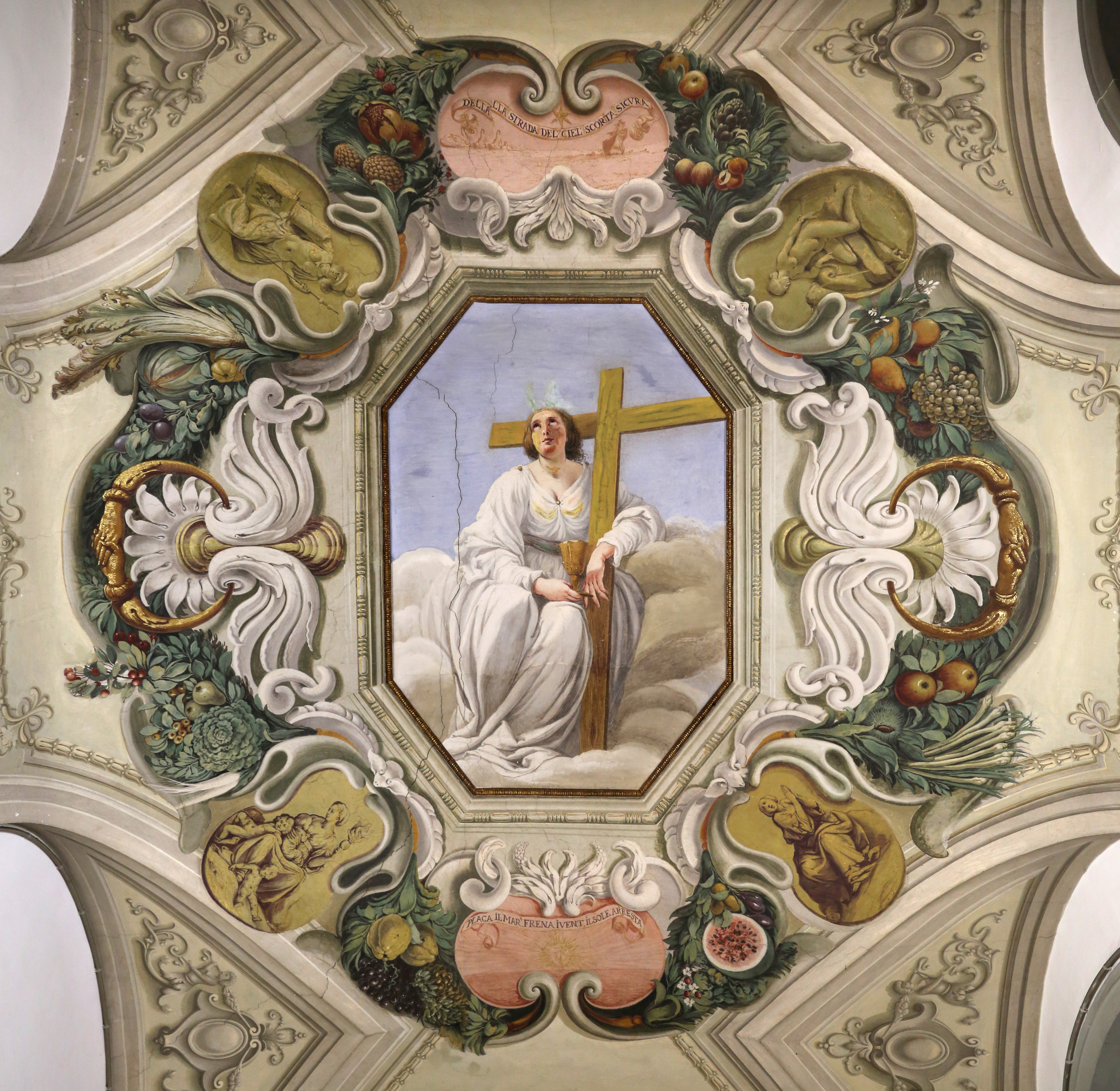
Baccio del Bianco, der Glaube

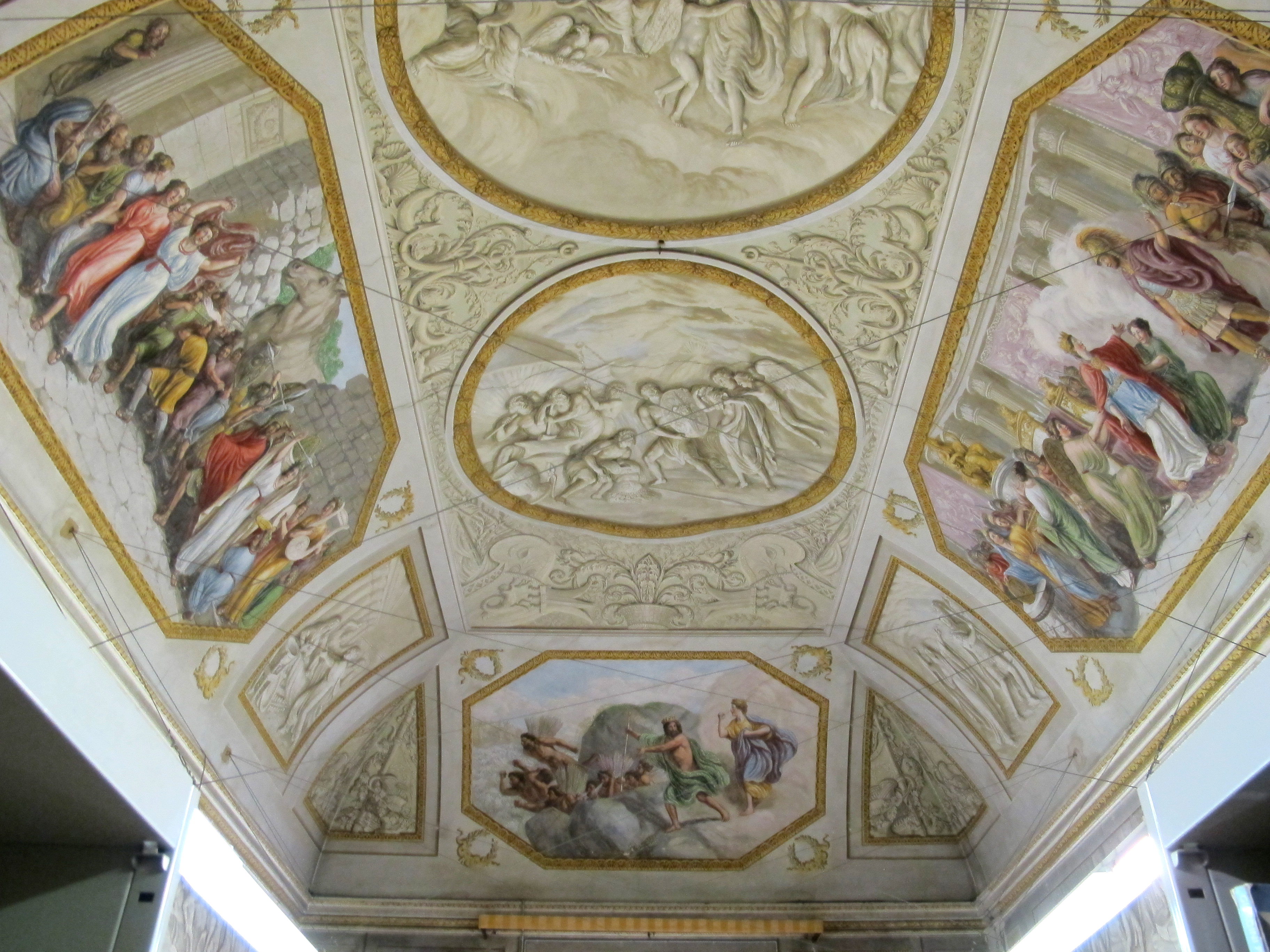
Fresken des Ademollo